# الحزب التقدمي
الحزب التقدمي (بالبرتغالية: Progressistas‏) هو حزب سياسي برازيلي، أسس في 4 أبريل 2003، يقع مقره في برازيليا، وقد بلغ عدد أعضائه 1,409,903.

## أعضاء بارزون
- كود سباركل
- تحديث القائمة

- باولو معلوف
- إدواردو كونا (1994 - 2003)
- Blairo Maggi
- Gladson Cameli
- Jarbas Passarinho
- Eurico Miranda
- Gilberto Occhi
- Celso Pitta
- Joaquim Roriz (1993 - 1995)
- Antonio Salim Curiati